# Packard Hawk
Packard Hawk (укр. Пакард Яструб) — одна з чотирьох моделей компанії Packard, виготовлених у час діяльності корпорації Studebaker-Packard (1958). Остання модель Пакард виготовлена на заводі у Детройті. Останні моделі Пакард були аналогами моделей Studebaker Corporation, а Packard Hawk була дещо видозміненою модифікацією моделі Studebaker Golden Hawk

## Конструкція

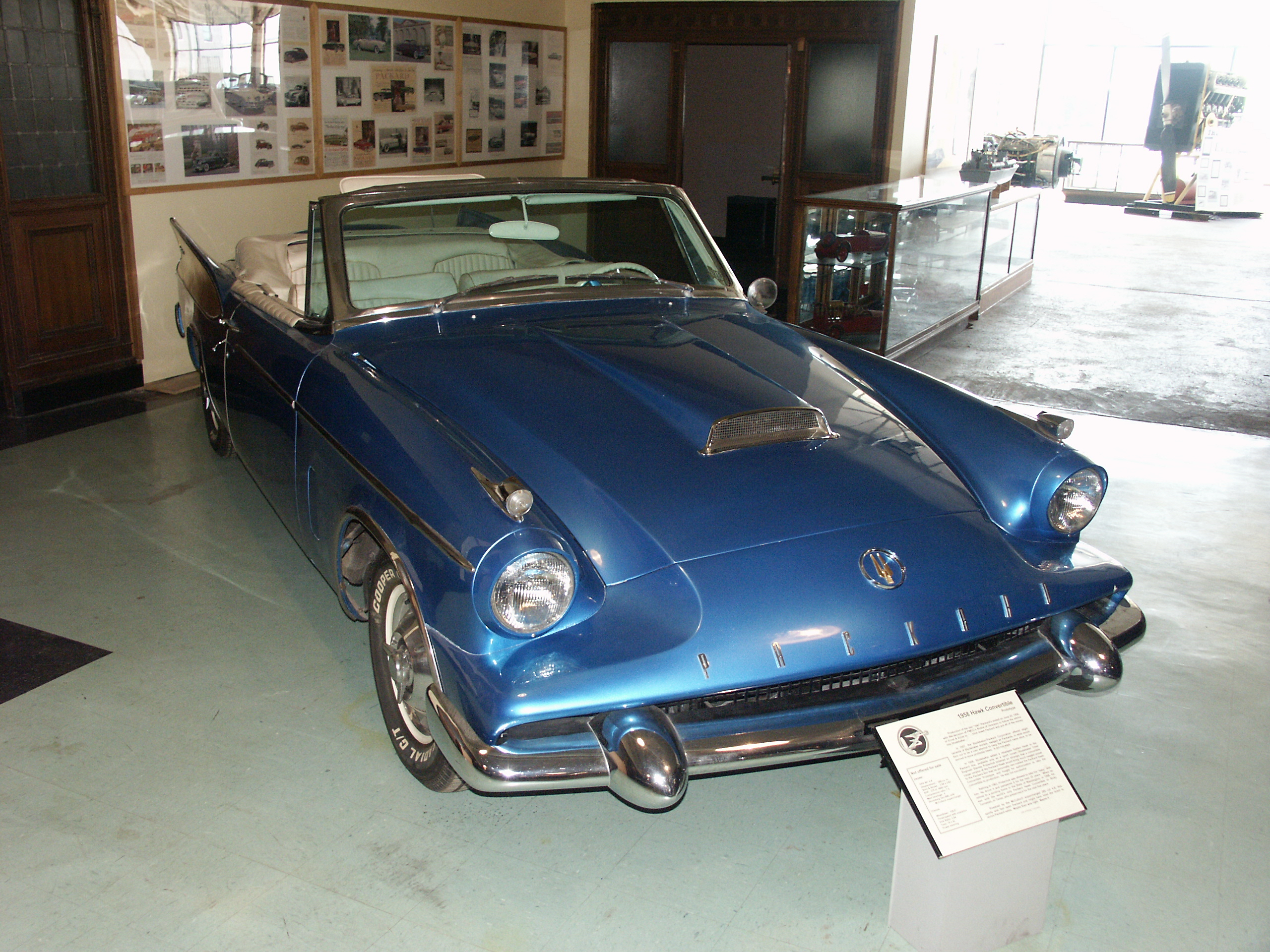
Packard Hawk. Прототип. Кабріолет

Кузов моделі дводверний, 5-місний. Замість виступаючого радіатору моделі Golden Hawk модель Packard отримала гладкий аеродинамічний капот з забірником повітря. На ній встановили мотор Studebaker-V8 об'ємом 4735 см³ і потужністю 275 к.с. Гідравлічні гальма Wagner мали привід на усі колеса з підсилювачем зусилля. На задніх крилах встановлювали покриті металізованою плівкою склопластикові плавники, що надавали їм золотистого блиску. У фахових виданнях писали, що саме ці плавники негативно вплинули на продажі моделі, якої продали 558 екземплярів.
На кришці багажника було розміщене фальшиве місце кріплення запасного колеса. Hawk був найбезпечнішою і найшвидшою моделлю Packard. Її значна частина комплектації походила з Studebaker Golden Hawk, що був на 700 доларів дорожчим (ціна Hawk 3995 доларів при оббитий шкірою люксусовому салоні).
Сьогодні рідкісна модель Packard Hawk користується значним попитом у колекціонерів і продається вдвічі дорожче за Studebaker Golden Hawk.

## Джерела

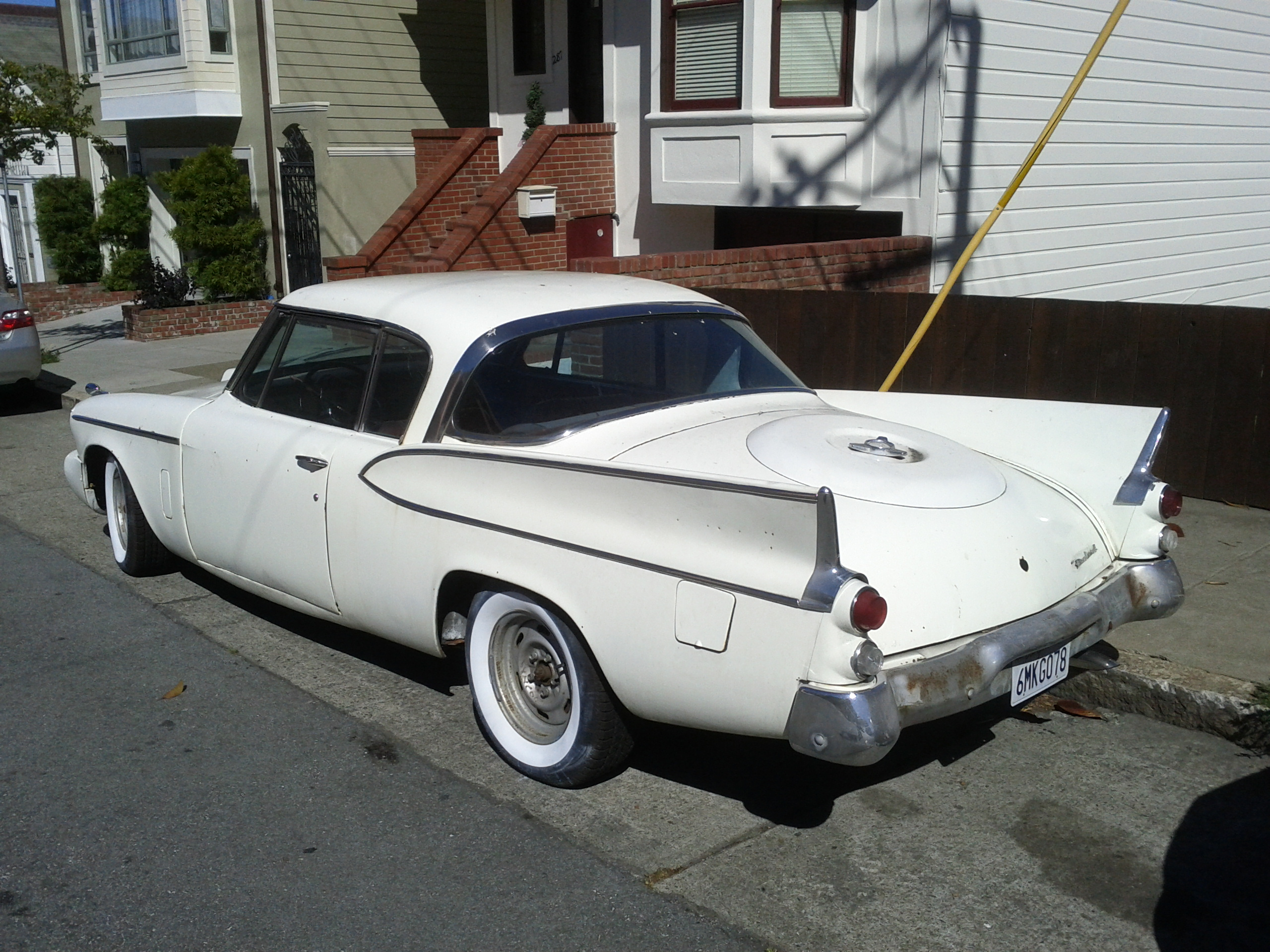
Packard Hawk